# Laelius de amicitia
Sauf précision contraire, les dates de cet article sont sous-entendues « avant l'ère commune » (AEC), c'est-à-dire « avant Jésus-Christ ».
Laelius de amicitia (Laelius, sur l'amitié) est un traité philosophique de Cicéron, rédigé en 44 av. J.-C. à la demande insistante de son ami Atticus. Les relations entre les êtres humains et le sens de la vie constituent les principales interrogations de Cicéron dans ce traité. II exalte le rôle et la nécessité de l'amitié dans les rapports sociaux et la vie politique romaine par de nombreux exemples tirés de l'histoire de Rome, à une époque que Cicéron considère comme l'âge d'or de la République, lorsqu'elle était gérée par un petit groupe d'hommes liés par l'amitié. La publication de cet ouvrage vient au moment où Cicéron tente de se constituer un réseau de relations pour contrer le pouvoir de Marc Antoine, et se présente donc comme un programme politique et un appel à ses contemporains. Cicéron reviendra sur l'importance sociale de l'amitié dans son dernier ouvrage philosophique, le De Officiis (Des Devoirs).

## Date de rédaction
L’année de rédaction du Laelius, 44 av. J.-C., est déterminée par les citations qui apparaissent dans d’autres ouvrages de Cicéron : le Laelius nomme le Cato Maior de Senectute, écrit en 44 av. J.-C., avant l’assassinat de Jules César aux Ides de mars. Le Laelius est cité dans le De Officiis, qui date des derniers mois de l’année 44. En revanche, il est difficile de situer plus précisément dans l’année la rédaction du Laelius : Cicéron  n’y fait aucune allusion explicite dans sa correspondance. D’autre part, la liste de ses publications que Cicéron énumère dans le De divinatione, paru au second trimestre 44, ne fait pas mention du Laelius, même comme projet rédactionnel. Comme la publication du De divinatione est suivie de la rédaction durant l’été du De fato et du De Gloria, un ouvrage perdu, il paraît vraisemblable que Cicéron a rédigé le Laelius durant son séjour à Rome, en septembre et en octobre 44.

## Manuscrits sources
Cet ouvrage nous a été transmis à travers les siècles grâce à des manuscrits qui ont survécu jusqu'à nos jours, dont les plus anciens datent de la Renaissance carolingienne :
- Parisinus Didotianus renommé Berolinensis 404, du IXe ou Xe siècle. Il lui manque deux feuillets. Theodor Mommsen le lut chez Didot à Paris et en  fit en 1863 une publication, qui fit référence. L’exemplaire, disparu après cette consultation, fut retrouvé en 1936 dans une bibliothèque à Berlin. Il disparut à nouveau durant la seconde guerre mondiale. Des photographies restent la seule trace de ce manuscrit.
- Laurentianus 50, 45, du Xe siècle
- Gudianus 335, conservé à Wolfenbüttel, du Xe siècle
- Berolinensis 252, conservé à Tubingen, du Xe ou XIe siècle
- Monacensis 15514, du IXe ou Xe siècle. Il manque tout le début de l’ouvrage, qui commence au § 44
- Etc.

Le Laelius est également conservé dans un grand nombre de manuscrits postérieurs, et des fragments plus ou moins importants. Le Parisinus Didotianus est la meilleure source, qui doit cependant être combinée à d’autres manuscrits pour établir un texte complet et admis avec des variantes mineures.

## Contenu

### Participants
Ce dialogue est censé se dérouler peu de temps après la mort de Scipion Émilien, soit en 129. Il met en scène Laelius Sapiens, qui était son meilleur ami, et ses deux gendres Scævola l'Augure et Caius Fannius Strabo. Ce groupe figurait déjà dans un traité précédent, le De Republica ; ce sont des notables cultivés, imprégnés de culture grecque. Cicéron suivit dans sa jeunesse les enseignements juridiques de Scævola et le présente dans son introduction comme le rapporteur d'une conversation tenue par Laelius à propos de l'amitié. Cicéron place son entretien avec Scævola dans l’année 88, un an après le décès de ce dernier, et constitue ainsi une transmission orale du souvenir entre générations, de Laelius à Scævola, puis de Scævola à Cicéron. 

### Argumentations
L’analyse du dialogue montre son manque d’unité et la présence de nombreuses redites, au point que certains chercheurs ont déduit que Cicéron avait apporté d’importants remaniements à son traité, en y ajoutant de nouveaux arguments puisés dans des auteurs grecs qu’il aurait lu après une première rédaction. Cette théorie a été émise en 1943 par Michel Ruch, puis est réfutée dans les études plus récentes de Robert Combès  puis de Francis Prost. Tous deux s’accordent à voir dans le Laelius une œuvre rédigée d’un seul tenant, les redites se justifiant par la forme adoptée par Cicéron, une présentation selon une forme oratoire qui autorise des reprises du même thème en les adaptant selon des contextes différents.
Le préambule définit le sujet du traité, à savoir l’amitié, le dédie à Atticus, situe les personnages et la date de la conversation (§ 1-5). Un entretien préliminaire précise le contexte, une évocation de Scipion faite par Laelius après la mort de son ami, et annonce un thème accessoire, la définition de la sagesse (§ 6-15). Laelius prend la parole sur le thème de l’amitié, en plusieurs exposés successifs, sans suivre les plans conformes à une démarche d’étude philosophique que Fannius lui propose (§ 16-104).
Cicéron, par la bouche de Laelius présente l'amitié comme une qualité inhérente à la nature humaine (§ 17), associée à la vertu de l'homme de bien (§ 18, § 27), et non sur un souci d'intérêt de l'individu (§ 29), ce qui est une vue réductrice de l'analyse faite par les épicuriens. Toutefois et contrairement à ses précédents ouvrages philosophiques, il n'expose pas les théories de l'amitié développées par les philosophes grecs. Il développe son argumentation par une série d'exemples tirés de l'histoire romaine, dont l'archétype de l'ouvrage, la relation complémentaire entre Scipion Émilien, homme d'action, et Laelius Sapiens, le conseiller, déjà mis en scène dans le De Republica rédigé dix ans plus tôt. Il justifie par des arguments théoriques et philosophiques la pratique romaine de l'amitié et en fait un programme politique, une nécessité pour que la société retrouve cette vertu.

### Traductions
- Œuvres de Cicéron, Lélius ou de l'Amitié, trad. A. Lorquet, 1869 ; Paris
- (en) Laelius de Amiticia, traduction anglaise, 1923, en ligne sur Lacus Curtius
- Cicéron, De la vieillesse, De l'amitié, des Devoirs, (trad. Charles Appuhn), Paris, Garnier, 1933, en ligne sur Itinera Electronica
- (la + fr) Cicéron (trad. Robert Combès), Laelius de Amiticia, Les Belles Lettres, coll. « Collection des Universités de France », 1971, LXXVIII-69 ; 2-62 (ISBN 2-251-01033-5)
- Cicéron (trad. Christiane Touya), L'amitié, Arléa, coll. « Poche-Retour aux grands textes », 2021, 96 p. (ISBN 9782363082596)

### Ouvrages généraux
- Pierre Grimal, Cicéron, Fayard, 1986 (ISBN 978-2-213-01786-0, lire en ligne)
- Pierre-François Mourier, Cicéron. L'avocat et la République, Michalon, "Le bien commun", 1996  (ISBN 2-84186-025-6)
- Philippe Muller, Cicéron : un philosophe pour notre temps, Lausanne, L'Âge d'homme, 1990, 316 p. (ISBN 2-8251-0033-1, présentation en ligne)

### Articles
- Véronique Leovant-Cirefice, « L'influence d'Atticus sur le De Amicitia », Vita Latina, no 180,‎ 2009, p. 90-97 (lire en ligne)
- Francis Prost, « Cicéron, Laelius de amicitia », Vita Latina, no 180,‎ 2009, p. 98-109 (lire en ligne)